# Francisco de Vitoria
Francisco de Vitoria OP (ur. 1483/1486, zm. 12 sierpnia 1546 w Salamance) – hiszpański filozof renesansowy, teolog i prawnik, teoretyk prawa międzynarodowego oraz idei wojny sprawiedliwej.
Jest nazywany ojcem hiszpańskiej scholastyki. Należał do zakonu dominikanów i studiował oraz nauczał na Sorbonie, gdzie pomógł wydać jedną z edycji Summa theologiae św. Tomasza z Akwinu i Summae św. Antonina z Florencji.

## Dzieła
- De potestate civili, 1528
- Del Homicidio, 1530
- De matrimonio, 1531
- De potestate ecclesiae I and II, 1532
- De Indis, 1532
- De Jure belli Hispanorum in barbaros, 1532
- De potestate papae et concilii, 1534
- Relectiones Theologicae, 1557
- Summa sacramentorum Ecclesiae, 1561
- De Indis De Jure Belli, 1917